# Thailand Open (WTA)
Il Thailand Open è stato un torneo femminile di tennis che si giocava sui campi in cemento della True Arena a Hua Hin in Thailandia e faceva parte della categoria WTA 250 (ex International). Nelle prime due edizioni del 2015 e 2017 il torneo aveva il nome Hua Hin Open, faceva parte della categoria WTA 125s, successivamente venne promosso a International nel 2019. Dal 2023 ritorna nel WTA Tour 2023 sotto la categoria WTA 250. Nel 2024 il torneo viene giocato in due occasioni, la prima regolarmente a fine gennaio, la seconda nel mese di settembre in sostituzione di un altro torneo WTA 250, prima di essere sostituito dal nuovo Singapore Tennis Open WTA.

## Albo d'oro

### Singolare
| Anno     | Categoria                             | Campionessa                           | Finalista                             | Punteggio                             |
| -------- | ------------------------------------- | ------------------------------------- | ------------------------------------- | ------------------------------------- |
| 2015     | WTA 125                               | Jaroslava Švedova                     | Naomi Ōsaka                           | 6–4, 6(8)–7, 6–4                      |
| 2016     | Non disputato                         | Non disputato                         | Non disputato                         | Non disputato                         |
| 2017     | WTA 125                               | Belinda Bencic                        | Hsieh Su-wei                          | 6–3, 6–4                              |
| 2018     | Non disputato                         | Non disputato                         | Non disputato                         | Non disputato                         |
| 2019     | International                         | Dajana Jastrems'ka                    | Ajla Tomljanović                      | 6–2, 2–6, 7–6(3)                      |
| 2020     | International                         | Magda Linette                         | Leonie Küng                           | 6–3, 6–2                              |
| 2021     | Annullato per pandemia di Coronavirus | Annullato per pandemia di Coronavirus | Annullato per pandemia di Coronavirus | Annullato per pandemia di Coronavirus |
| 2022     | Cancellato                            | Cancellato                            | Cancellato                            | Cancellato                            |
| 2023     | WTA 250                               | Zhu Lin                               | Lesja Curenko                         | 6–4, 6–4                              |
| 2024 (1) | WTA 250                               | Diana Šnajder                         | Zhu Lin                               | 6–3, 2–6, 6–1                         |
| 2024 (2) | WTA 250                               | Rebecca Šramková                      | Laura Siegemund                       | 6–4, 6–4                              |

### Doppio
| Anno     | Categoria                             | Campionesse                           | Finaliste                             | Punteggio                             |
| -------- | ------------------------------------- | ------------------------------------- | ------------------------------------- | ------------------------------------- |
| 2015     | WTA 125                               | Liang Chen Wang Yafan (1)             | Varatchaya Wongteanchai Yang Zhaoxuan | 6–3, 6–4                              |
| 2016     | Non disputato                         | Non disputato                         | Non disputato                         | Non disputato                         |
| 2017     | WTA 125                               | Duan Yingying Wang Yafan (2)          | Dalila Jakupovič Irina Chromačëva     | 6–3, 6–3                              |
| 2018     | Non disputato                         | Non disputato                         | Non disputato                         | Non disputato                         |
| 2019     | International                         | Irina-Camelia Begu Monica Niculescu   | Anna Blinkova Wang Yafan              | 2–6, 6–1, [12–10]                     |
| 2020     | International                         | Arina Rodionova Storm Sanders         | Barbara Haas Ellen Perez              | 6–3, 6–3                              |
| 2021     | Annullato per pandemia di Coronavirus | Annullato per pandemia di Coronavirus | Annullato per pandemia di Coronavirus | Annullato per pandemia di Coronavirus |
| 2022     | Cancellato                            | Cancellato                            | Cancellato                            | Cancellato                            |
| 2023     | WTA 250                               | Chan Hao-ching Wu Fang-hsien          | Wang Xinyu Zhu Lin                    | 6–1, 7–6(6)                           |
| 2024 (1) | WTA 250                               | Miyu Katō Aldila Sutjiadi             | Guo Hanyu Jiang Xinyu                 | 6–4, 1–6, [10–7]                      |
| 2024 (2) | WTA 250                               | Anna Danilina Irina Chromačëva        | Eudice Chong Moyuka Uchijima          | 6–4, 7–5                              |